# Gabriella Giacobbe
Gabriella Giacobbe (1923–1979) fue una actriz italiana de cine, teatro y televisión.
Nacida en L'Aquila, Giacobbe se graduó en la escuela de teatro de Giorgio Strehler y trabajó mucho tiempo en su compañía en el Teatro Piccolo en Milán, debutando en 1953 en la obra La sei giorni. Sus créditos en el escenario incluyen obras de Luchino Visconti y Eduardo De Filippo. También tuvo una prolífica carrera en la televisión, apareciendo en series y en películas para televisión como A come Andromeda y La donna di picche. Su aparición en el cine fue algo más esporádica, trabajando con directores como Luigi Magni, Dino Risi y Nelo Risi. Murió de cáncer el 8 de enero de 1979, a los 55 años.